# Gastrochilus acutifolius
Gastrochilus acutifolius es una especie de orquídea que se encuentra en Asia.

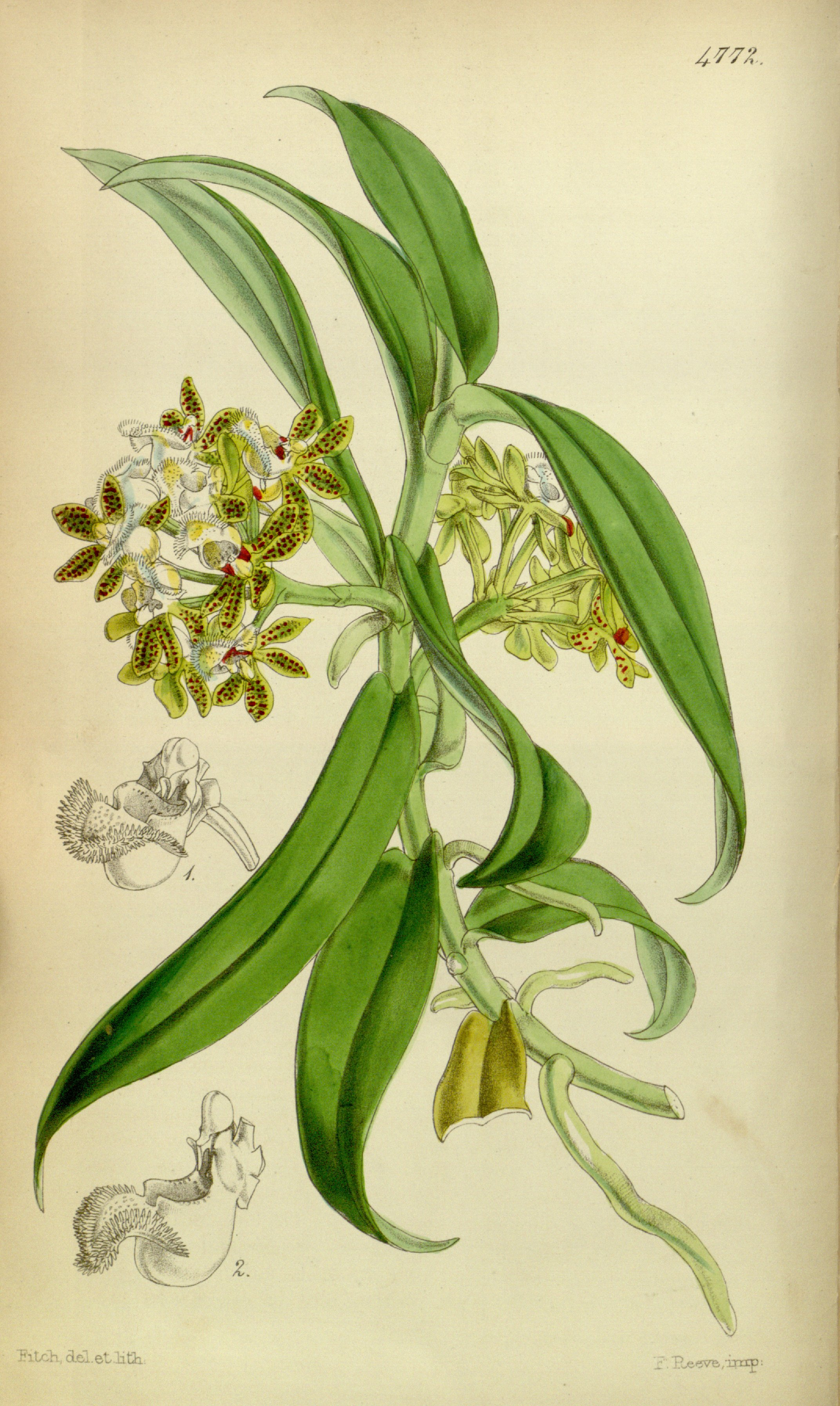
Ilustración

## Descripción
Es una planta pequeña a mediana, que prefiere el clima cálido, de hábitos epifitas con un tallo alargado, esbelto envuelto basalmente por las bases de las hojas que son dísticas, linear-oblongas, agudas o acuminadas, y coriáceas. Florece en el otoño con una inflorescencia de 5 cm de largo, densa, corimbosa que tiene flores fragantes que necesita incluso el riego y la luz durante todo el año.

## Distribución y hábitat
Se encuentra en Assam en India, el Himalaya oriental, Nepal, Vietnam y Birmania en bosques primarios abiertos, cubiertos de musgo, semi-caducifolio, de hojas anchas, mixtas y bosques de coníferas en elevaciones de 700 a 900 metros. 

## Taxonomía
Gastrochilus acutifolius fue descrita por (Lindl.) Kuntze y publicado en Revisio Generum Plantarum 2: 661. 1891.
Etimología
Gastrochilus, (abreviado Gchls.): nombre genérico que deriva de la latinización de dos palabras griegas: γαστήρ, γαστρός (gast, gasterópodos), que significa "matriz" y χειλος (kheili), que significa "labio", refiriéndose a la forma globosa del labio.
acutifolius: epíteto latino que significa "con hojas agudas".
sinonimia
- Aerides umbellata Wall.
- Saccolabium acutifolium Lindl. (basónimo)
- Saccolabium denticulatum Paxton
- Saccolabium dentatum Rchb.f.
- Gastrochilus dentatus (Rchb.f.) Kuntze
- Gastrochilus denticulatus (Paxton) Kuntze[4][5]